# Mortified
Mortified (Brasil: Ninguém Merece! / Portugal: Que Vida a Minha!) é uma série de televisão australiana produzida pela Australian Child Channel e Enjoy Entertainment. A série foi ao ar entre 30 de junho de 2006 e 11 de abril de 2007, tendo 2 temporadas e 26 episódios no total. No Brasil, teve sua estréia em 26 de maio de 2007 pelo Disney Channel (voltou a ser reprisada dia 1 de julho de 2014 pelo canal) e em 30 de junho de 2008, pela TV Cultura. Em Portugal, teve a sua estreia em 2008 no Canal Panda.

## História
Mortified conta a história de Taylor Fry, uma pré-adolescente de 11 anos, que tem que lidar com todas as mudanças do seu corpo, a primeira paixão e um mundo paralelo com as mais divertidas situações. Mesmo sendo muito esperta, inteligente e valente, ela se sente deslocada do seu grupo e da sua família. Mas, o que realmente a diferencia dos outros é a sua imaginação sem limites. Nela, se esconde um mundo interior repleto de imprevistos e delirantes situações, onde os animais falam com ela, múmias egípcias andam por aí e, quando ela mente, seu nariz cresce como o de Pinóquio. Até conselhos de São Francisco de Assis a garota recebe quando se vê em apuros. Mas o que Taylor não sabe é que seu melhor amigo, Hector, é apaixonado por ela. Com seus pais extremamente bregas, vive uma vida cheias de vergonha.

## Elenco

### Principais
- Marny Kennedy como Taylor Fry – Taylor é a principal e protagonista. Ela tem vergonha de seus pais, Don e Glenda, e é irritada por sua irmã Layla e tem uma queda por seu colega Leon (enquanto seu melhor amigo, Hector, tem uma queda por ela - mas ela não sabe disso). Taylor regularmente quebra a quarta parede e conversa diretamente com a audiência. Marny Kennedy recebeu um Prêmio do Instituto de Cinema Australiano por seu papel em Mortified;
- Nicolas Dunn como Hector Garcia – Hector é o melhor amigo de Taylor. Ele é extremamente leal à ela e por muitas vezes é arrastado em suas cruzadas. Entretanto, ele se distancia de Taylor no episódio "A Queda da Bandeira" após a Taylor chamá-lo de idiota por se voluntariar para levantar a nova bandeira da escola, e outra vez em "A Noite de Perguntas na Escola" onde Taylor faz equipe com Leon. Secretamente Hector tem uma queda por Taylor, onde até mandou um cartão de Dia dos Namorados no episódio "DJ Taylor" (apesar de Taylor erroneamente acreditar que o cartão era do Leon, e apesar de descobrir que não era esse o caso, Hector não conta que o cartão era dele). Ele é alérgico á gatos (como revelado no episódio "Taylor Quer um Celular").
- Maia Mitchell como Brittany Flune – Brittany é a vizinha de Taylor, e tem uma amizade instável com ela. Brittany é linda e conhecida por ser perfeita. Como Taylor com seus pais Don e Glenda, as vezes Brittany tem vergonha de seus pais. Ela fala numa linguagem floreada e é líder de um clip no episódio "A Capitã da 6ª série".
- Dajana Cahill como Layla Fry – Layla é a irmã mais velha da Taylor. Ela é desagradável e irritante e sempre irrita a menina. Ela é obcecada por moda (no episódio "Mamãe Nua" ela consegue um emprego de apresentar o Creme para Mãos Apricot Hipp num comercial para TV e no episódio "A Escolha" ela rouba a escova de cabelo da Taylor) e está sempre encontrando e largando namorados. Apesar do feudo entre elas, Layla mostra algumas ações positivas para com Taylor; tal como no episódio "Taylor Quer um Celular" ela dá à Taylor o seu antigo celular (apesar de que depois é visto que o número antigo estava em todas as listas de contato, e Taylor acabou por receber ligações de várias pessoas) e no episódio "Sozinhos com Layla", ela ajuda Taylor a construir seu modelo meio destruído de uma cozinha romana, após Taylor reuni-la com seu antigo namorado. É revelado no episódio "Taylor É do Mau" que Glenda considera Layla uma rebelde, enquanto Taylor a considera uma idiota.
- Luke Erceg como Leon Lipowski – Leon é o galã qual Taylor e Brittany tem uma queda por. Hector é tendencioso contra ele, já que Taylor tem uma queda por Leon (enquanto Hector tem uma queda por Taylor) e quando Leon sempre joga "mísseis" nele durante a aula, o que irrita o Sr. McClusky. Seu pai, Gary, é apelidado de "Dedos" e Leon gosta de surfar e outros esportes. De inicio Leon parece ser filho único, até que seu irmão mais velho, Brett, faz sua primeira e única aparição no episódio "A Noite de Perguntas na Escola".
- Rachel Blakely como Glenda Fry – Glenda é mãe de Taylor e Layla e esposa de Don. Ela é boba e maluca igual Don e tem uma personalidade sábia que está presa nos anos 60. Ela ajuda Don na loja do Rei das Cuecas. De forma parecida que sua prima Mystic Marj, ela é obcecada por coisas como chacras/mente/corpo/espírito e medita muitas vezes.
- Andrew Blackman como Don Fry – Don é pai de Taylor e Layla e marido de Glenda. Ele é chamado de "Rei das Cuecas" e até tem uma loja que vende roupas de baixo no shopping local. Apesar de parecer bobo e maluco, ele mostra coisas maduras como quando ele resgatou Taylor que estava correndo risco de se afogar, já que ela havia caído no mar enquanto vestia uma fantasia de sereia.
- Sally McKenzie como Mystic Marj – Marj é prima de Glenda. Ela é uma vidente/adivinha/mistica/profeta/psiquica e ganha a vida lendo folhas de chá. Ela é excêntrica e, igual Glenda, é apaixonada por chacras. Apesar de sua reputação, Marj é muito vista como uma fraude ou um pouco insana. No episódio "Mamãe Nua", ela e Taylor criaram um vídeo onde Mary prediz uma série de eventos cataclismáticos ocorrendo á costa na hora das Esculturas na Praia (tais como: tempestade, geleiras, deslizamentos de terra e trovoadas) e ninguém acreditou nela. No episódio "A Capitã da 6ª série", Taylor vai pedir conselhos para algo e Marj corretamente adivinha que Taylor foi nomeada como capitã da escola, mas apenas porque Glenda contou para ela.

### Recorrentes
- Steven Tandy como Sr. McClusky – Professor de Taylor, Hector, Brittany e Leon (e possivelmente antigo professor da Layla, já que no episódio "Taylor É do Mau", ele fica repetindo seu nome e age como se a conhecesse). Ele é sábio e pode ser severo e as vezes (especialmente com Leon, quando ele joga "mísseis de bolas de papel"). Sr. McClusky aparece em todos os episódios da 1ª temporada (com exceção de "A Conversa"), mas não está presente na 2ª temporada, já que Taylor, Hector, Brittany e Leon vão para o ensino médio no final da 1ª (apesar dele ser brevemente mencionado por Taylor no episódio um da 2ª temporada "Cheirando a Peixe", de que ela sente a falta dele e suas peúgas para andar de mato, o qual Hector responde como "É sério?").
- Peter Kent como Michael Flune e Veronica Neave como Loretta Flune – Pais da Brittany. Eles gostam de tudo "perfeito". Eles são músicos brilhantes (como revelado no episódio "DNA de Taylor", onde eles tocam um solo de piano para o show de talentos e em "Mamãe Nua" onde Loretta toca um piano e Michael toca um violão cello) e eles tem tolerância zero com manchas (como visto no episódio "Poderes de Meninas", quando Taylor acidentalmente derruba cordial framboesa no carpet) e tem regras estritas em casa (como visto no episódio "A Música de Taylor".)
- David Anderson como Gary Lipowski – Pai de Leon e Brett. Não é vista a sua mulher, sugerindo/insinuando que ele seja viúvo ou divorciado. Ele é dono duma loja de reparos para coisas como rádios, televisões e micro-ondas. No episódio "A Noite de Perguntas na Escola", é brevemente pensado que ele roubou a televisão dos Flunes e doou para a escola.

## Desenvolvimento e produção
Mortified foi criado pela roteirista e autora Angela Webber. O diretor é Pino Amenta. Consiste de 26 episódios de 24 minutos. A primeira temporada de Mortified teve um orçamento de A$9,3 milhões. Foi inteiramente filmada no lugar onde ocorre, em Coolangatta na Gold Coast enquanto a maioria das cenas escolares foram filmadas em Palm Beach Currumbin State High School, começando em 8 de junho de 2005. Mortified foi lançado no MIPTV do Cannes em abril de 2006.

## Equipe
- Criadora: Angela Webber
- Produtores executivos: Phillip Bowman, Jenny Buckland, Bernadette O'Mahony, Jo Horsburgh
- Produtores: Phillip Bowman, Bernadette O'Mahony
- Roteiristas: Angela Webber, Sam Carroll, Tim Gooding, Johanna Pigott, Steve Wright, Max Dann, Chris Anastassiades, Shirley Pierce, Adam Bowen, Helen McWhirter
- Diretores: Pino Amenta, Paul Moloney, Ian Gilmour, Michael Pattinson, Evan Clarry
- Editores de roteiro: Sam Carroll, Steve Wright

### Elenco de dublagem
Brasil Dados do dublanet
- Estúdio: Acrisound
- Direção: Marcelo Campos

Elenco principal
- Flora Paulita: Taylor Fry
- Adriel Campos: Hector Garcia
- Layra Campos: Brittany Flune
- Priscila Ferreira: Leila Fry
- Júlia Castro: Leon
- Affonso Amajones: Don Fry
- Sandra Mara Azevedo: Glenda Fry

Participações
- Marta Volpiani: Marji Mística
- Hélio Vaccari: Sr. McClusky
- Lúcia Helena: Loretta Flune

## Prêmios e nomeações
| Ano  | Prêmio                                                         | Categoria                                          | Vencedor                                      | Resultado |
| ---- | -------------------------------------------------------------- | -------------------------------------------------- | --------------------------------------------- | --------- |
| 2007 | New York Festivals Television Programming and Promotion Awards | Grand Award para Melhor Programa Jovem             | -                                             | Venceu    |
| 2007 | New York Festivals Television Programming and Promotion Awards | Gold World Medal for Youth Programs de idades 7-12 | -                                             | Venceu    |
| 2006 | Australian Film Institute Awards                               | Best Children’s Television Drama                   | -                                             | Venceu    |
| 2006 | Australian Film Institute Awards                               | Prêmio de Jovem Ator                               | Marny Kennedy                                 | Venceu    |
| 2006 | Australian Film Institute Awards                               | Melhor Direção na Televisão                        | Pino Amenta (para o piloto "DNA de Taylor")   | Nomeado   |
| 2006 | Australian Film Institute Awards                               | Melhor Roteiro                                     | Angela Webber (para o piloto "DNA de Taylor") | Nomeado   |
| 2006 | Chicago International Children's Festival                      | Primeiro Prêmio na categoria Live Action na TV     | -                                             | Venceu    |
| 2006 | 54th Columbus International Film and Video Festival            | Bronze Plaque for Children and Youth Programs      | -                                             | Venceu    |
| 2006 | Australian Teachers of Media Awards                            | Best Children's Television Series                  | -                                             | Venceu    |